# Agathange de Vendôme
Pour les articles homonymes, voir Agathange (homonymie).
 (avril 2022).
Agathange de Vendôme, de son nom séculier François Nouri, est un prêtre franciscain de l'ordre des Capucins, né le 31 juillet 1598 à Vendôme et mort le 7 octobre 1629 à Gondar. En tant que missionnaire catholique, il tenta d'évangéliser l'Éthiopie alors sous la domination de l'Empire aksoumite. Il fut accusé à tort par les autorités locales de prêcher la religion catholique aux Coptes. Avant cela, il fit un séjour en Syrie où il œuvra, avec son condisciple Cassien de Nantes, à la réconciliation des chrétiens occidentaux et orientaux.

## Jeunesse et vocation
Agathange naît au faubourg Chartrain de Vendôme où résidaient bon nombre de marchands que l'on appelle à l'époque les bourgeois, c'est-à-dire les habitants des faubourgs, et quelques aristocrates. Les Capucins avaient pour habitude de prêcher auprès des bourgeois la charité envers les plus pauvres. Vendôme ne fit pas exception à la règle, et on vit des franciscains capucins s'installer dans le faubourg Chartrain de Vendôme. Le couvent fut fondé par René Collas, l'un des premiers supérieurs français de l'ordre des Capucins. Agathange devient moine à l'âge de 20 ans et, un an plus tard, il est envoyé par son supérieur hiérarchique au custode d'Alep, en Syrie.

## Apostolat en Syrie
La Syrie du début du XVIIe siècle n'est pas un État-nation tel qu'on la connaît aujourd'hui, mais dépend de l'Empire ottoman dont elle est la pièce maîtresse des missions franciscaines en Orient. À Alep, Agathange de Vendôme œuvre à la réconciliation des orthodoxes et des catholiques. Dans ses diverses missions et entreprises d'évangélisation, il a le soutien, depuis la France, du duc de Vendôme.

## Évangélisation de l'Éthiopie
La mission de convertir les Somalis au christianisme qui fut confiée au père Agathange provoqua son martyre par pendaison. Les Somalis étaient d'habiles commerçants musulmans de la Corne de l'Afrique.